# Queso zamorano
El queso zamorano está elaborado y curado en la provincia española de Zamora a partir de leche producida por ganado ovino de razas autóctonas churra y castellana de la citada provincia. La calidad del producto hace que sea un queso popular de la cocina española y que cuente desde 1992 con la protección otorgada por su calificación como denominación de origen protegida.

## Historia
El queso es uno de los alimentos más antiguos de la dieta humana. Su elaboración en la provincia de Zamora pudo comenzar con el inicio de la actividad ganadera de sus primeros pobladores sedentarios. Vestigios de esta tradición quesera son las encellas de la Edad del Bronce que se conservan en el Museo de Zamora, utilizadas para moldear y escurrir el queso.

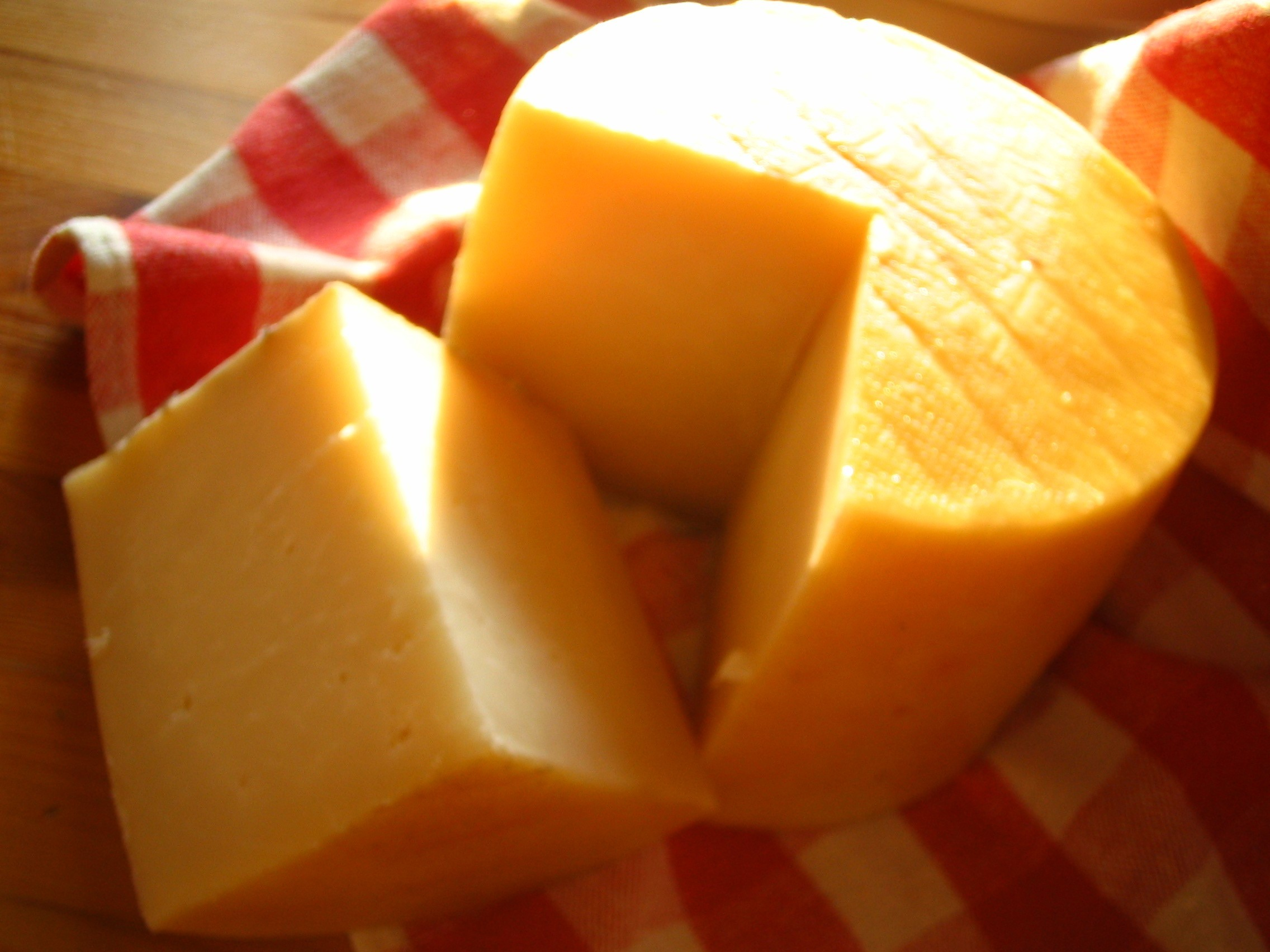
Queso zamorano.

Esta tradición artesanal se mantuvo a lo largo de los siglos en la provincia de Zamora. Referencias a su historia son el tratado de Columela que, en la época de dominación romana, informa sobre los procedimientos habituales para la elaboración y conservación del queso. Con posterioridad se detectan continuas referencias a este producto en los distintos fueros y ordenanzas municipales de las poblaciones zamoranas, en los que no solo se establecen reglas sobre la venta de quesos, sino también sobre su elaboración. También hay referencias en los contratos agrarios feudales, en los que se suele contemplar la entrega de quesos como parte de las prestaciones personales que tiene el vasallo con su señor.
Las referencias al queso continúan también en los libros en los que se asientan los pagos por diezmos a las distintas iglesias, obispados y monasterios de la provincia de Zamora. De especial mención en este tema son las fundaciones monásticas de Santa María de Moreruela y San Martín de Castañeda.
El catastro del Marqués de la Ensenada (1752), también incluye continuas referencias a la cabaña ganadera y a la producción de queso de las distintas localidades zamoranas. También se cita en las cuentas municipales por fiestas y homenajes a ilustres en las ciudades de Zamora, Benavente y Toro, en ocasiones con menciones a un queso con formato de pastelito.
Todas estas referencias históricas reconducen a una rancia tradición pastoril y a la consiguiente tradición histórica en la elaboración de quesos en la provincia de Zamora, ambas conservadas hoy en día en la mayoría de sus pueblos. La calidad de la leche obtenida de las ovejas de razas autóctonas y la esmerada elaboración del queso zamorano», ha sido el germen de su histórico reconocimiento y renombre a nivel nacional, siendo en la actualidad uno de los productos más demandados de la provincia de Zamora.

## Protección
La denominación de origen queso zamorano, fue reconocida con carácter provisional el 16 de enero de 1992  y con carácter definitivo un año después, tras la entrada en vigor de la Orden de 6 de mayo de 1993 por la que se aprueba el reglamento de esta denominación de origen y su consejo regulador.
Esta denominación de origen ampara los quesos tradicionalmente designados bajo esta denominación geográfica que reúnan las características propias del mismo, con el cumplimiento de las normas de producción, elaboración, maduración y conservación exigidas por su reglamento y la legislación vigente. La protección otorgada se extiende al nombre de la denominación de origen y al nombre geográfico de Zamora. Queda por tanto prohibido que otros quesos o productos lácteos utilicen los nombres, marcas, términos, expresiones y signos que por su similitud fonética o gráfica con los nombres protegidos, puedan inducir a confusión, incluso cuando vayan precedidos por los términos tipo, gusto, estilo, elaborado en, madurado en u otros análogos.

## Producción de leche
La zona de producción de leche apta para la elaboración del queso zamorano está limitada a la totalidad de los términos municipales de la provincia de Zamora, siempre que sea obtenida de ovejas de las razas autóctonas churra y castellana.
Con posterioridad se ha añadido la posibilidad de elaborar queso zamorano con la leche procedente del primer cruce (F1) de madres de la raza churra y castellana y padre de la Assaf española, no pudiendo realizar reposición de la propia explotación en este último caso, teniendo que ser retirada de la explotación la descendencia de dichas ovejas (F1) en un plazo no superior a 40 días desde su nacimiento. La decisión de incluir este cruce, se debe a la perfecta adaptación de la raza Assaf Española a las condiciones medioambientales y prácticas de producción típicas de la zona delimitada.
Con el fin de que la leche destinada a la elaboración del queso zamorano» responda a sus características peculiares, la alimentación de este ganado ovino, responderá a las prácticas tradicionales, con el aprovechamiento directo de los pastos de la zona de producción. Las características de esta leche son:
- La leche no contendrá ninguna sustancia ajena a la misma, estando exenta de calostros, contaminantes, conservadoras, antibióticos u otros productos medicinales, etc., que puedan incidir negativamente en la elaboración, maduración y conservación del queso, así como en las condiciones higiénicas y sanitarias del mismo.
- La leche será entera y limpia, sin conservante alguno y con una composición equilibrada, conforme a las siguientes características:
  - Materia grasa: No inferior al 7%.
  - Lactosa: No inferior al 4%.
  - Proteínas: No inferior al 5%.
  - Acidez (Dornic): 23 °C máxima.
  - Extracto seco total: No inferior al 17,5%.

Para obtener una leche limpia, con reducida contaminación y carga microbiana, el ordeño de las ovejas se llevará a cabo con el máximo esmero e higiene posibles. Además, será conservada a una temperatura de entre 3 y 4 °C, para evitar el desarrollo microbiano, mediante la utilización de técnicas frigoríficas para el enfriamiento y conservación de la leche antes de su recogida. Su recogida y transporte se realizará en cisternas isotérmicas o frigoríficas, o cualquier otro sistema que garantice que la calidad e higiene de la leche no se deteriore.

## Elaboración y maduración del queso
La zona de elaboración y maduración del queso zamorano coincide con el área geográfica de producción de leche. Las técnicas utilizadas en la manipulación de la leche y queso, el control de elaboración, maduración y conservación seguirán los procesos que se mencionan específicamente en el reglamento de esta denominación de origen, en todo caso tendente a obtener productos de la máxima calidad y con los caracteres tradicionales del queso zamorano».

### Coagulación
La coagulación de la leche se provocará con cuajo que se ajuste, en cuanto a su identidad y pureza, a la norma establecida en la Orden del Ministerio de Relaciones con las Cortes de 14 de enero de 1988 (Boletín Oficial del Estado de 20 de enero). Para este proceso, la dosis de cuajo será la precisa, la temperatura de la cuajada oscilará entre 28 y 32 °C y el tiempo de coagulación entre 30 y 45 minutos.

### Corte y recalentado
La cuajada obtenida será sometida a cortes sucesivos hasta conseguir granos de entre 5 y 10 mm de tamaño. Posteriormente se agitará toda la masa y se procederá a un recalentamiento de la misma hasta alcanzar, de modo paulatino, una temperatura máxima de 40 °C.

### Moldeado y prensado
Su modelado se realizará en moldes que proporcionen la forma característica de este queso. Dichos moldes tendrán el tamaño preciso para que los quesos, una vez curados, presenten la forma, dimensiones y peso que establece el reglamento de esta denominación de origen. El prensado se realizará en prensas adecuadas a este fin.

### Salado
Puede ser húmedo o seco, siendo posible la aplicación de ambas modalidades. Se utilizará, como máximo 22% de cloruro sódico y la duración máxima será de treinta y seis horas en caso de inmersión en salmuera.

### Maduración
La maduración y posterior conservación de los quesos tendrá una duración no inferior a cien días contados a partir de la fecha del moldeado. Durante este período se aplicarán las prácticas de volteo y limpieza necesarias hasta que el queso adquiera sus características peculiares.

## Características del queso
El queso zamorano» es de tipo graso, elaborado con leche de ovejas de las razas churra y castellana y con una curación mínima de cien días.
El consejo regulador de la denominación puede autorizar, el uso de la mención «artesano», cuando el queso haya sido elaborado con leche cruda, utilizando cuajo de origen animal, y de acuerdo con la normativa vigente establecida al efecto para justificar la referida calificación.
Al término de su maduración presentará las siguientes características:
- Físicas:
  - Forma: Cilíndrica, con caras sensiblemente planas.
  - Altura: Hasta un máximo de 14 cm.
  - Diámetro: Hasta un máximo de 24 cm.
  - Peso: Hasta un máximo de 4 kg.
  - Corteza: Dura, de color amarillo, pálido o gris oscuro, y bien definida.
  - Pasta: Firme y compacta de color variable desde el blanco hasta marfil-amarillento, pudiendo presentar ojos pequeños o puntitos, repartidos por todo el corte. Aromas y sabores característicos, bien desarrollados e intensos, persistentes al paladar.

- Físico-químicas:
  - Grasa: No inferior al 45% sobre el extracto seco.
  - Extracto seco: Mínimo 55%.
  - Proteína total: Mínimo 25%.
  - PH: 5,1 a 5,8.

Los quesos deberán presentar las características relacionadas y las cualidades organolépticas propias de los mismos, especialmente las referidas a color, aroma y sabor. Los quesos que no hayan alcanzado, a juicio del consejo regulador, las características exigibles no podrán ser amparados por la denominación de origen queso zamorano y serán descalificados en la forma establecida en el reglamento de esta denominación de origen.

## El consejo regulador
El consejo regulador es un órgano desconcentrado del Ministerio de Agricultura, Pesca y Alimentación, con atribuciones decisorias en cuantas funciones le encomienda el reglamento de esta denominación de origen y la restante legislación vigente. Su ámbito de competencia estará determinado:
- En lo territorial, por la respectiva zona de producción, elaboración y maduración.
- En razón de los quesos, por los protegidos por la denominación de origen en cualquiera de sus fases de producción, elaboración, maduración, circulación y comercialización.
- En razón de las personas, por las inscritas en los diferentes registros de su competencia:
  - Registro de ganaderías.
  - Registro de industrias de elaboración o queserías.
  - Registro de locales de maduración y conservación.

El consejo regulador estará constituido por:
- Un presidente, designado por el Ministerio de Agricultura, Pesca y Alimentación a propuesta del consejo regulador.
- Un vicepresidente, designado en la misma forma que el presidente.
- Cinco vocales, en representación del sector productor de leche, elegidos por y entre los titulares de ganaderías inscritas en el registro de ganaderías.
- Cinco vocales, en representación del sector elaborador de quesos elegidos por y entre los titulares de industrias elaboradoras inscritas en el registro de industrias de elaboración o queserías.
- Un representante designado por el Ministerio de Agricultura, Pesca y Alimentación y otro por la Junta de Castilla y León, con especiales conocimientos sobre ganado ovino y/o industrias lácteas, que asistirán a las sesiones del consejo regulador, con voz, pero sin voto.

## Actualidad
El consejo regulador ha llegado a un acuerdo para la modificación de su reglamento, bajo las siguientes premisas:
- Nueva baremación sobre la grasa y la proteína de la leche producida por las razas autóctonas churra y castellana. De esta forma se permite en la práctica la utilización de la mayor parte de la leche producida por este ganado ovino.
- Excluir de la denominación de origen la utilización de leche producida por ovejas de raza Assaf. En contrapartida, se harán estudios específicos sobre los resultados de mezclar leche de especies autóctonas con otras foráneas.
- Permitir que los quesos con menos de 1,5 kg puedan venderse a los 60 días, al igual que sucede en el resto de las denominaciones de origen, y los de más peso a los 100 días.

Los nuevos acuerdos del consejo regulador supondrán la modificación de su reglamento, una vez superados los requisitos establecidos para ello, pero suponen un paso importante en la conciliación de voluntades de productores de leche y fabricantes de queso.